# フレッド・ヘイズ

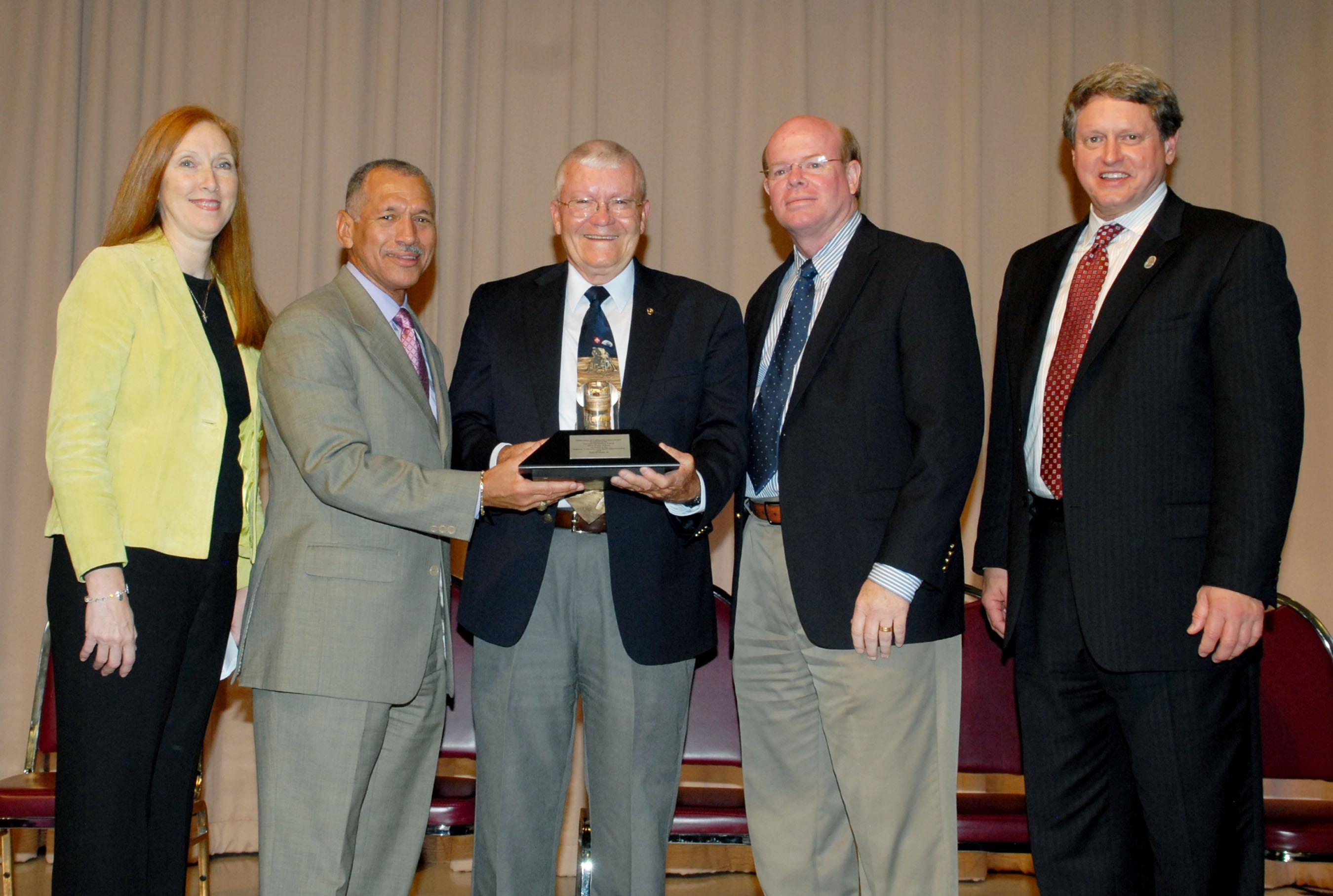

フレッド・ヘイズ（Fred Wallace Haise, Jr.、1933年11月14日-）は、アメリカ航空宇宙局の宇宙飛行士である。
ヘイズはミシシッピ州ビロクシで生まれ、ビロクシ高校、パーキンストン短期大学を卒業し、1959年にオクラホマ大学で航空工学の学位を取得した。1964年にはエドワーズ空軍基地のアメリカ空軍テストパイロット学校を終了し、1972年にはハーバード・ビジネス・スクールのPMDプログラムを終了した。
彼は1954年に海軍飛行士の訓練を終え、アメリカ海兵隊の戦闘機パイロットとなった。
1959年にはNASAのグレン研究センターで実験飛行の仕事を始めた。1963年にはさらにドライデン飛行研究センターでテストパイロットになり、1966年にはジョンソン宇宙センターの宇宙飛行士となった。ヘイズは1966年に採用された宇宙飛行士の中で、最初にアポロ計画に選ばれ、アポロ8号、アポロ11号、アポロ16号のバックアップを務めた。
ヘイズは1970年のアポロ13号でアポロ月着陸船のパイロットを務めた。アポロ13号の乗組員だったヘイズとジム・ラヴェル、ジャック・スワイガートは、最遠有人対地距離の記録を保持している。
ヘイズは、中止になったアポロ19号のミッションで機長に予定されていた。彼は1977年にエドワーズ空軍基地で行われたスペースシャトル・エンタープライズの進入・着陸試験で機長役を務めた。1979年にはスカイラブを救うために行われることになったSTS-2の機長に選ばれたが、シャトルの開発が遅れ、スカイラブが1979年中旬に崩壊したため、中止になった。
ヘイズは既婚で、前妻との間に4人の子供がいる。1970年にはリチャード・ニクソン大統領から大統領自由勲章を受章している。
ヘイズは1979年6月にNASAを退職し、1996年までグラマンの幹部を務めた。

## 映画
1995年の映画『アポロ13』では、ビル・パクストン、テレビ映画の『フロム・ジ・アース/人類、月に立つ』ではアダム・ボールドウィンがヘイズの役を演じた。